# L'Orage (Ostrovski)
Pour les articles homonymes, voir L'Orage.
L'Orage (en russe : Гроза, Groza) est une pièce en cinq actes et six tableaux d'Alexandre Ostrovski. Écrite en 1859, elle a connu un grand succès dès la première adaptation au Théâtre Maly et inspiré à son tour plusieurs œuvres notamment l'opéra Katja Kabanova composé par Leoš Janáček.

## Argument
L'histoire se déroule au XIXe siècle, à Kalinov, une ville de province fictive sur les bords de la Volga. Après une enfance et une jeunesse heureuses, Katerina étouffe dans son mariage avec Tikhon, un homme veule vivant sous le joug de sa mère tyrannique, manipulatrice et pseudo-vertueuse Marfa Kabanova, surnommée Kabanikha. Boris, le jeune neveu du riche marchand Dikoï, rencontré en l’absence de son mari, parti en voyage d'affaires, la fait basculer dans l'adultère. Ne parvenant pas à concilier passion et devoirs moraux, Katerina choisit le suicide en se jetant dans le fleuve.

## Personnages
- Katerina Kabanova : jeune femme sensible et rêveuse, épouse de Tikhon
- Tikhon Kabanov : jeune homme effacé, époux de Katerina
- Marfa Ignatievna Kabanova dite Kabanikha : riche veuve tyrannique, mère de Tikhon
- Savel Prokofitch Dikoï : marchand, figure d'autorité de Kalinov
- Boris : neveu de Dikoï, amant de Katerina
- Varvara : sœur de Tikhon, fille de Kabanikha
- Kouliguine : gentilhomme, inventeur local
- Vania Koudriache : jeune homme, employé de Dikoï
- Chapkine : gentilhomme
- Fekloucha : vagabonde
- Glacha : servante dans la maison des Kabanov
- Quelques autres habitants de Kalinov, hommes et femmes

## Adaptations françaises

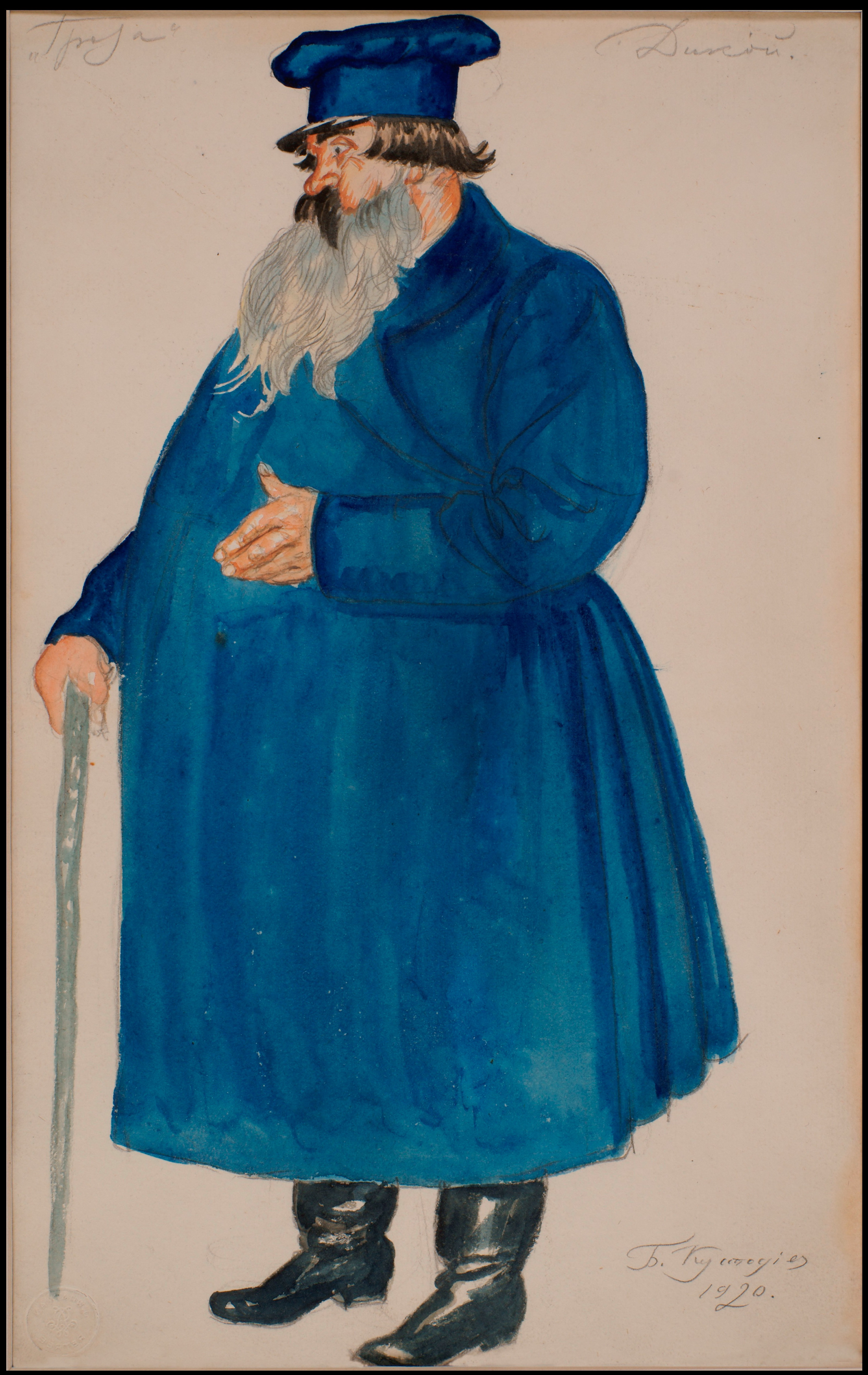
Le marchand Dikoï par Boris Koustodiev (1920).

- 1889 : P. Moreneville, Théâtre Beaumarchais[3]
- 1967 : Guy Bousquet, Palais de Chaillot[4]
- 1980 : Anne-Marie Lazarini, Artistic Athévains[5]
- 1998 : Guenrietta Ianovskaia, Chapelle des Pénitents Blancs[6]
- 2005 : Paul Desveaux, Théâtre des Abbesses[7]
- 2023 : Denis Podalydès, Théâtre des Bouffes du Nord (Texte Laurent Mauvignier)[8]

## Adaptation au cinéma
- L'Orage, film soviétique de Vladimir Petrov sorti en 1934.